# Hou Yuzhuo
Hou Yuzhuo (侯玉琢S, Hóu YùzhuóP; Zhangjiakou, 14 novembre 1987) è una taekwondoka cinese.

## Palmarès
- Giochi olimpici

Londra 2012: argento nei 57 kg.
- Mondiali

Copenaghen 2009: oro nei pesi piuma.
Gyeongju 2011: oro nei pesi piuma.
- Asiatici

Astana 2010: argento nei pesi piuma.
- Giochi asiatici

Canton 2010: argento nei pesi piuma.
- Universiadi

Shenzhen 2011: argento nei pesi piuma.